# Queen Elizabeth II Island

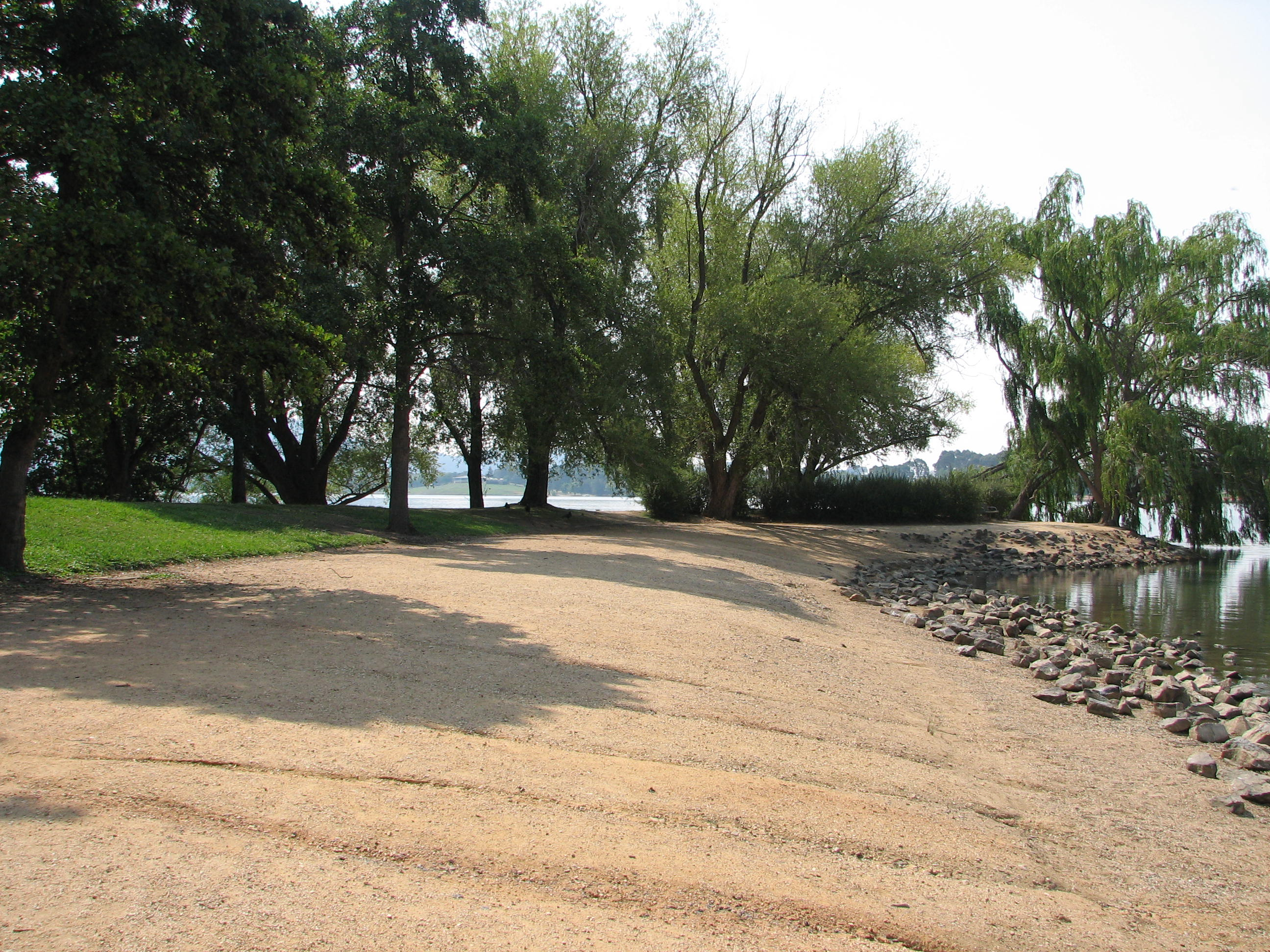
Das nordwestliche Ende der Queen Elizabeth II Island

Queen Elizabeth II Island (früherer Name Aspen Island) ist eine künstliche Insel im Australian Capital Territory, die sich im Lake Burley Griffin im Zentrum von Canberra befindet. Die Insel in der Hauptstadt von Australien ist mit dem Kings Park im Osten durch eine 60 Meter lange Fußgängerbrücke verbunden.
Die denkmalgeschützte Insel ist eine Touristenattraktion, auf ihr finden auch Hochzeitsveranstaltungen statt. Auf Queen Elizabeth II Island finden zahlreiche kulturelle Veranstaltungen statt, die in Monatsübersichten angekündigt werden.
Auf der Insel befindet sich ein aus Beton hergestellter 50 Meter hoher Glockenturm, der National Carillon. Das helle Carillon ist ein Geschenk der britischen Regierung zum 50. Jahrestages der Gründung Canberras, das offiziell am 26. April 1970 durch Königin Elisabeth II. eingeweiht wurde. Zur Ehrung der Königin wurde die Insel im Juni 2022 auf ihren Namen umbenannt.
Queen Elizabeth II Island ist eine der Inseln des aufgestauten See im zentralen Staubecken, während die anderen Springbank Island und Spinnaker Island im westlichen Becken liegen. Es gibt in dem Stausee drei weitere kleine Inseln, die keinen Namen tragen.